# کریستوفر یونر
کریستوفر یونر (نروژی: Kristoffer Joner؛ ‏ زاده ۱۹ سپتامبر ۱۹۷۲) بازیگر نروژی است.
از فیلم‌های معروف او می‌توان به بازی در فیلم بی‌گناهی، همسایه، فریادی در جنگل، موج و پادشاه جزیره اهریمن اشاره کرد.